# Elatostema litseifolium
Elatostema litseifolium är en nässelväxtart som beskrevs av Wen Tsai Wang. Elatostema litseifolium ingår i släktet Elatostema och familjen nässelväxter. Inga underarter finns listade i Catalogue of Life.